# Lista de campeãs do carnaval de Campos dos Goytacazes
Esta e uma lista sobre as escolas campeãs do Carnaval de Campos dos Goytacazes, com os Grupos Especial e acesso. sendo que em 2010, houve um racha no Campos Folia, onde também e chamado, pelo qual se teve duas ligas LIESCAM e AESC.

## Campeãs
| Ano                           | Grupo    | Escola campeã      | Enredo                                                                        | Ref.               |
| ----------------------------- | -------- | ------------------ | ----------------------------------------------------------------------------- | ------------------ |
| 2009                          | Especial | Mocidade Louca     | O intrépido santo: São Jorge Guerreiro; sua vida, sua história                | [ 1 ]              |
| 2009                          | Acesso   | Madureira do Turfe |                                                                               | [ 1 ]              |
| 2010                          | LIESCAM  | Ururau da Lapa     |                                                                               | [ 2 ]              |
| 2010                          | AESC 1   | Mocidade Louca     | Na roleta da vida, a sorte está lançada                                       | [ 2 ]              |
| 2010                          | AESC 2   | União da Esperança |                                                                               | [ 2 ]              |
| 2011                          | Especial | Madureira do Turfe | Das glórias da vida às glórias da folia, Marcelo Moreno nossa luz que irradia | [ 3 ]              |
| 2011                          | Acesso   | Ás de Ouro         |                                                                               | [ 3 ]              |
| 2012                          | ÚNICO    | Ururau da Lapa     | Das letras ao asfalto: Osório mais popular do que nunca                       | [ 4 ]              |
| 2013                          | Especial | Mocidade Louca     | Sérgio Interlagos - Um Brasileiro                                             | [ 5 ] [ 6 ] [ 7 ]  |
| 2013                          | Acesso   | Onça no Samba      |                                                                               | [ 5 ] [ 6 ] [ 7 ]  |
| 2014                          | Especial | Madureira do Turfe | De um sonho à realidade, Roberto Ribeiro, um legado de saudade                | [ 8 ] [ 9 ] [ 10 ] |
| 2014                          | Acesso   | Boi Sapatão        | Os 30 anos de Boi Sapatão. Quem faz a festa é a Estácio de Sá                 | [ 8 ] [ 9 ] [ 10 ] |
| Não ocorreu desfile, em 2015. |          |                    |                                                                               |                    |
| 2016                          | Especial | Ururau da Lapa     | Que Rei Sou Eu?                                                               | [ 11 ]             |
| 2016                          | Acesso   | Às de Ouro         |                                                                               | [ 11 ]             |